# Связь в Чехии
В данной статье приведены основные показатели качества связи в Чехии.

## Телефония
- Количество телефонных линий: 2,888 млн. (на 2006 год).
- Количество абонентов мобильной связи: 13,075 млн. (на 2007 год).
- Характеристика телефонной системы: 86% цифровых кабелей, медные кабели используются преимущественно для Интернет-соединения ADSL, широко распространяется оптоволоконная и радиорелейная связь.
- Код страны: 420

## Радио и телевидение
- Количество радиостанций: 31 AM-радиостанция, 304 FM-радиостанций, 17 коротковолновых радиостанций (2000 год).
- Государственный радиовещатель: Чешское радио; работают радиостанции Radiožurnál (первый радиоканал, информационно-музыкальный), ČRo Dvojka (второй радиоканал, ток-шоу и программы для всей семьи), ČRo Vitava (третий радиоканал, культурно-образовательный) и ČRo Plus.
- Радиослушатели: 3159134 (декабрь 2000 года).
- Количество телеканалов: 150 (2000 год).
- Количество ретрансляторов: 1434 (2000 год).
- Государственный телевещатель: Чешское телевидение; работают телеканалы ČT1 (общая тематика, доступна HD-версия), ČT2 (спортивно-развлекательный), ČT24 (информационный круглосуточный), ČT Sport (спортивный, доступна HD-версия), ČT :D (детский) и ČT art (культурно-образовательный).
- Телезрители: 3405834 (декабрь 2000 года).
- Спутники: 4 (по одному от Intelsat, Eutelsat, Inmarsat, Globalstar)

## Интернет
- Провайдеры: более 300 (2000 год).
- Пользователи: 4,4 млн. (2007 год).
- Национальный домен верхнего уровня: .cz